# Canton de Moirans-en-Montagne
Le canton de Moirans-en-Montagne est une circonscription électorale française située dans le département du Jura et la région Bourgogne-Franche-Comté.

## Histoire
À la suite du redécoupage cantonal de 2014, les limites territoriales du canton sont remaniées. Il est composé de communes des anciens cantons de Moirans, d'Arinthod et d'Orgelet (sauf 1 commune) et d'une commune de l'ancien canton de Conliège. Le nombre de communes du canton passe de 16 à 63. 

## Représentation

### Conseillers généraux de 1833 à 2015
| Période | Période          | Identité                     | Étiquette                | Qualité                                                                                      |
| ------- | ---------------- | ---------------------------- | ------------------------ | -------------------------------------------------------------------------------------------- |
| 1833    | 1840             | Désiré Monnet                |                          | Notaire, maire de Moirans                                                                    |
| 1840    | 1848             | Joseph Jules Hermand Mathieu |                          | Juge de paix à Moirans                                                                       |
| 1848    | 1871             | Jean-Joseph Monnet           |                          | Notaire, maire de Moirans                                                                    |
| 1871    | 1883             | Louis Nicod de Ronchaud      | Républicain              | Secrétaire général au Ministère des Beaux-Arts et de l'Instruction Publique, Paris           |
| 1883    | 1903 (démission) | Louis Bierry                 | Rad.                     | Docteur en médecine, Maire de Moirans                                                        |
| 1903    | 1913             | Emile Cère                   | Rad.                     | Journaliste Député (1898-1910)                                                               |
| 1913    | 1940             | Edmond Grandmottet           | Rad.                     | Industriel Maire de Moirans, conseiller d'arrondissement                                     |
|         |                  |                              |                          |                                                                                              |
| 1945    | 1949             | Marc Perrier                 | PCF                      | Scieur à Moirans                                                                             |
| 1949    | 1955             | Marc Delatour                | PPUS puis MRP            | Militaire retraité à Moirans-en-Montagne                                                     |
| 1955    | 1965 (décès)     | Léon Clerc                   | Rad.                     | Maire de Villards-d'Héria                                                                    |
| 1965    | 1973             | Jean Vincent                 | DVD                      | Secrétaire général de l'Institut des Sciences appliquées de Lyon                             |
| 1973    | 1985             | Charles Favre                | DVD puis UDF-CDS         | Maire de Moirans-en-Montagne (1965-1985)                                                     |
| 1985    | 2001 (démission) | Jean Burdeyron               | DVD puis UDF-DL puis RPR | Médecin généraliste Conseiller régional (1998-2011) Maire de Moirans-en-Montagne (1995-2014) |
| 2001    | 2011             | Marie-Christine Dalloz       | UMP                      | Gérante d'une société de formation-conseil Députée depuis 2007 Maire de Martigna (1995-2008) |
| 2011    | 2015             | Jean Burdeyron               | CPNT                     | Conseiller régional (1998-2011) Maire de Moirans-en-Montagne (1995-2014)                     |

### Conseillers d'arrondissement (de 1833 à 1940)
Le canton de Moirans avait deux conseillers d'arrondissement.
| Période                                  | Période      | Identité                                                | Étiquette           | Qualité |
| ---------------------------------------- | ------------ | ------------------------------------------------------- | ------------------- | --- |
| 1833                                     | 1842         | P.L. Mathieu                                            |                     | Juge de paix à Moirans                                                                                      |
| 1833                                     | 1842         | F.C. Mathieu                                            |                     | Maire de Moirans                                                                                            |
| 1842                                     | 1848         | Jean Benjamin Mathieu                                   |                     | Maire de Moirans                                                                                            |
| 1842                                     | 1848         | Silvère Thévenod                                        |                     | Négociant à Moirans                                                                                         |
|                                          |              |                                                         |                     | |
| 1883                                     | 1884 (décès) | Léon Patel                                              | Républicain radical | Notaire |
| 1883                                     | 1889         | Paul Lançon                                             | Républicain         | Propriétaire à Pratz                                                                                        |
| 1884                                     | 1895         | Lucien Buffet                                           | Républicain         | Propriétaire à Moirans                                                                                      |
| 1889                                     | 1895         | Richard Claude Prosper Quévy                            | Droite              | Notaire à Moirans                                                                                           |
| 1895                                     | 1910 (décès) | Marius-Xavier Grandmottet (1850-1910)                   | Républicain Radical | Négociant à Moirans                                                                                         |
| 1895                                     | 1919         | Louis Lançon                                            | Républicain Radical | Maire de Jeurre                                                                                             |
| 1910                                     | 1913         | Edmond Grandmottet (1884-1971, fils de M.X.Grandmottet) | Radical             | Industriel à Moirans                                                                                        |
|                                          |              |                                                         |                     | |
| 1919                                     | 1922         | J. Buffet                                               | SFIO                | |
| 1919                                     | 1922         | M. Tournier                                             | SFIO                | |
| 1922                                     |              | M. Barthet                                              | Rad.                | |
| 1922                                     |              | M. Clerc                                                | Rad.                | Receveur buraliste à Moirans                                                                                |
| 1940                                     |              |                                                         |                     | Les conseils d'arrondissement ont été suspendus par la loi du 12 octobre 1940 et n'ont jamais été réactivés |
| Les données manquantes sont à compléter. |              |                                                         |                     | |

### Conseillers départementaux depuis 2015
| Période élective | Période élective | Mandat | Mandat   | Identité                | Nuance | Nuance | Qualité                                                                                           |
| ---------------- | ---------------- | ------ | -------- | ----------------------- | ------ | ------ | ------------------------------------------------------------------------------------------------- |
| 2015             | 2021             | 2015   | 2021     | Marie-Christine Dalloz  |        | LR     | Députée (depuis 2007) Maire de Martigna (1995-2008)                                               |
| 2015             | 2021             | 2015   | 2021     | Jean-Charles Grosdidier |        | DVD    | Maire d'Arinthod (depuis 2008)                                                                    |
| 2021             | 2028             | 2021   | en cours | Marie-Christine Dalloz  |        | LR     | Conseillère sortante                                                                              |
| 2021             | 2028             | 2021   | en cours | Philippe Prost          |        | DVD    | Maire de Sarrogna depuis 2014, Président de la Communauté de communes Terre d'Émeraude Communauté |

### Résultats détaillés

#### Élections de mars 2015
Au second tour des élections départementales de 2015, Marie-Christine Dalloz et Jean-Charles Grosdidier (Union de la Droite) sont élus avec 67,17 % des suffrages exprimés face au binôme Angélique Bassard et Éric Silvestre (FN). Le taux de participation était de 58,53 %.

#### Élections de juin 2021
Le premier tour des élections départementales de 2021 est marqué par un très faible taux de participation (33,26 % au niveau national). Dans le canton de Moirans-en-Montagne, ce taux de participation est de 37,76 % (4 014 votants sur 10 629 inscrits) contre 35,65 % au niveau départemental. À l'issue de ce premier tour, deux binômes sont en ballottage : Marie-Christine Dalloz et Philippe Prost (Union à droite, 53,69 %) et Josette Bourgeois-Gandelin et Georges Panisset (Union à gauche, 25,09 %).
Le second tour des élections est marqué une nouvelle fois par une abstention massive équivalente au premier tour. Les taux de participation sont de 34,36 % au niveau national, 37,47 % dans le département et 38,58 % dans le canton de Moirans-en-Montagne. Marie-Christine Dalloz et Philippe Prost (Union à droite) sont élus avec 68,85 % des suffrages exprimés (2 590 voix pour 4 094 votants et 10 612 inscrits),,. 

## Composition

### Composition avant 2015

Situation du canton de Moirans-en-Montagne dans le département du Jura avant 2015.

Avant le redécoupage cantonal de 2014, le canton de Moirans-en-Montagne était composé de seize communes.
| Nom                             | Code Insee | Codepostal | Superficie (km2) | Population (dernière pop. légale) | Densité (hab./km2) |
| ------------------------------- | ---------- | ---------- | ---------------- | --------------------------------- | ------------------ |
| Moirans-en-Montagne (chef-lieu) | 39333      | 39260      | 26,56            | 2 310 (2012)                      | 87                 |
| Chancia                         | 39102      | 01590      | 2,41             | 229 (2012)                        | 95                 |
| Charchilla                      | 39106      | 39260      | 6,84             | 267 (2012)                        | 39                 |
| Châtel-de-Joux                  | 39118      | 39130      | 14,13            | 56 (2012)                         | 4                  |
| Coyron                          | 39175      | 39260      | 5,53             | 73 (2012)                         | 13                 |
| Crenans                         | 39179      | 39260      | 8,82             | 244 (2012)                        | 28                 |
| Les Crozets                     | 39184      | 39260      | 7,59             | 214 (2012)                        | 28                 |
| Étival                          | 39216      | 39130      | 13,83            | 316 (2012)                        | 23                 |
| Jeurre                          | 39269      | 39360      | 6,99             | 256 (2012)                        | 37                 |
| Lect                            | 39289      | 39260      | 11,94            | 365 (2012)                        | 31                 |
| Maisod                          | 39307      | 39260      | 7,39             | 331 (2012)                        | 45                 |
| Martigna                        | 39318      | 39260      | 8,77             | 205 (2012)                        | 23                 |
| Meussia                         | 39328      | 39260      | 13,64            | 453 (2012)                        | 33                 |
| Montcusel                       | 39351      | 39260      | 9,55             | 183 (2012)                        | 19                 |
| Pratz                           | 39440      | 39170      | 9,85             | 568 (2012)                        | 58                 |
| Villards-d'Héria                | 39561      | 39260      | 9,91             | 443 (2012)                        | 45                 |

### Composition depuis 2015
Le canton de Moirans-en-Montagne était composé de soixante-trois communes à sa création.
À la suite du décret du 5 mars 2020, la commune de La Chailleuse est entièrement rattachée au canton de Saint-Amour, celle de Lavans-lès-Saint-Claude est entièrement rattachée au canton des Coteaux du Lizon et celle d'Aromas au canton de Moirans-en-Montagne. Le nombre de communes entières du canton passe à 50.
| Nom                                         | Code Insee | Intercommunalité               | Superficie (km2) | Population (dernière pop. légale) | Densité (hab./km2) | Modifier                                    |
| ------------------------------------------- | ---------- | ------------------------------ | ---------------- | --------------------------------- | ------------------ | ------------------------------------------- |
| Moirans-en-Montagne (bureau centralisateur) | 39333      | CC Terre d'Émeraude Communauté | 26,56            | 2 121 (2022)                      | 80                 | modifier les données · modifier les données |
| Alièze                                      | 39007      | CC Terre d'Émeraude Communauté | 5,86             | 149 (2022)                        | 25                 | modifier les données · modifier les données |
| Arinthod                                    | 39016      | CC Terre d'Émeraude Communauté | 27,02            | 1 149 (2022)                      | 43                 | modifier les données · modifier les données |
| Aromas                                      | 39018      | CC Terre d'Émeraude Communauté | 25,80            | 584 (2022)                        | 23                 | modifier les données · modifier les données |
| Beffia                                      | 39045      | CC Terre d'Émeraude Communauté | 5,17             | 83 (2022)                         | 16                 | modifier les données · modifier les données |
| La Boissière                                | 39062      | CC Terre d'Émeraude Communauté | 5,36             | 64 (2022)                         | 12                 | modifier les données · modifier les données |
| Cernon                                      | 39086      | CC Terre d'Émeraude Communauté | 16,45            | 234 (2022)                        | 14                 | modifier les données · modifier les données |
| Chambéria                                   | 39092      | CC Terre d'Émeraude Communauté | 14,67            | 195 (2022)                        | 13                 | modifier les données · modifier les données |
| Chancia                                     | 39102      | CC Terre d'Émeraude Communauté | 2,41             | 217 (2022)                        | 90                 | modifier les données · modifier les données |
| Charchilla                                  | 39106      | CC Terre d'Émeraude Communauté | 6,84             | 287 (2022)                        | 42                 | modifier les données · modifier les données |
| Charnod                                     | 39111      | CC Terre d'Émeraude Communauté | 5,17             | 37 (2022)                         | 7,2                | modifier les données · modifier les données |
| Châtel-de-Joux                              | 39118      | CC Terre d'Émeraude Communauté | 14,13            | 49 (2022)                         | 3,5                | modifier les données · modifier les données |
| Chavéria                                    | 39134      | CC Terre d'Émeraude Communauté | 10,22            | 209 (2022)                        | 20                 | modifier les données · modifier les données |
| Condes                                      | 39163      | CC Terre d'Émeraude Communauté | 2,05             | 117 (2022)                        | 57                 | modifier les données · modifier les données |
| Cornod                                      | 39166      | CC Terre d'Émeraude Communauté | 13,99            | 215 (2022)                        | 15                 | modifier les données · modifier les données |
| Courbette                                   | 39168      | CC Terre d'Émeraude Communauté | 2,65             | 46 (2022)                         | 17                 | modifier les données · modifier les données |
| Coyron                                      | 39175      | CC Terre d'Émeraude Communauté | 5,53             | 69 (2022)                         | 12                 | modifier les données · modifier les données |
| Crenans                                     | 39179      | CC Terre d'Émeraude Communauté | 8,82             | 231 (2022)                        | 26                 | modifier les données · modifier les données |
| Les Crozets                                 | 39184      | CC Terre d'Émeraude Communauté | 7,59             | 193 (2022)                        | 25                 | modifier les données · modifier les données |
| Dompierre-sur-Mont                          | 39200      | CC Terre d'Émeraude Communauté | 7,37             | 210 (2022)                        | 28                 | modifier les données · modifier les données |
| Dramelay                                    | 39204      | CC Terre d'Émeraude Communauté | 6,53             | 27 (2022)                         | 4,1                | modifier les données · modifier les données |
| Écrille                                     | 39207      | CC Terre d'Émeraude Communauté | 5,25             | 89 (2022)                         | 17                 | modifier les données · modifier les données |
| Étival                                      | 39216      | CC Terre d'Émeraude Communauté | 13,83            | 310 (2022)                        | 22                 | modifier les données · modifier les données |
| Genod                                       | 39247      | CC Terre d'Émeraude Communauté | 3,14             | 73 (2022)                         | 23                 | modifier les données · modifier les données |
| Jeurre                                      | 39269      | CC Terre d'Émeraude Communauté | 6,99             | 238 (2022)                        | 34                 | modifier les données · modifier les données |
| Lect                                        | 39289      | CC Terre d'Émeraude Communauté | 11,94            | 334 (2022)                        | 28                 | modifier les données · modifier les données |
| Maisod                                      | 39307      | CC Terre d'Émeraude Communauté | 7,39             | 325 (2022)                        | 44                 | modifier les données · modifier les données |
| Marigna-sur-Valouse                         | 39312      | CC Terre d'Émeraude Communauté | 8,35             | 107 (2022)                        | 13                 | modifier les données · modifier les données |
| Marnézia                                    | 39314      | CC Terre d'Émeraude Communauté | 4,97             | 68 (2022)                         | 14                 | modifier les données · modifier les données |
| Martigna                                    | 39318      | CC Terre d'Émeraude Communauté | 8,77             | 207 (2022)                        | 24                 | modifier les données · modifier les données |
| Mérona                                      | 39324      | CC Terre d'Émeraude Communauté | 2,97             | 8 (2022)                          | 2,7                | modifier les données · modifier les données |
| Meussia                                     | 39328      | CC Terre d'Émeraude Communauté | 13,64            | 439 (2022)                        | 32                 | modifier les données · modifier les données |
| Montcusel                                   | 39351      | CC Terre d'Émeraude Communauté | 9,55             | 145 (2022)                        | 15                 | modifier les données · modifier les données |
| Moutonne                                    | 39375      | CC Terre d'Émeraude Communauté | 3,99             | 129 (2022)                        | 32                 | modifier les données · modifier les données |
| Nancuise                                    | 39380      | CC Terre d'Émeraude Communauté | 5,21             | 41 (2022)                         | 7,9                | modifier les données · modifier les données |
| Onoz                                        | 39394      | CC Terre d'Émeraude Communauté | 14,85            | 71 (2022)                         | 4,8                | modifier les données · modifier les données |
| Orgelet                                     | 39397      | CC Terre d'Émeraude            | 23,11            | 1 571 (2022)                      | 68                 | modifier les données · modifier les données |
| Pimorin                                     | 39420      | CC Terre d'Émeraude Communauté | 10,29            | 204 (2022)                        | 20                 | modifier les données · modifier les données |
| Plaisia                                     | 39423      | CC Terre d'Émeraude Communauté | 5,31             | 99 (2022)                         | 19                 | modifier les données · modifier les données |
| Présilly                                    | 39443      | CC Terre d'Émeraude Communauté | 11,23            | 114 (2022)                        | 10                 | modifier les données · modifier les données |
| Reithouse                                   | 39455      | CC Terre d'Émeraude Communauté | 4,84             | 53 (2022)                         | 11                 | modifier les données · modifier les données |
| Rothonay                                    | 39468      | CC Terre d'Émeraude Communauté | 12,98            | 132 (2022)                        | 10                 | modifier les données · modifier les données |
| Saint-Hymetière-sur-Valouse                 | 39137      | CC Terre d'Émeraude Communauté | 18,30            | 415 (2022)                        | 23                 | modifier les données · modifier les données |
| Sarrogna                                    | 39504      | CC Terre d'Émeraude Communauté | 19,87            | 227 (2022)                        | 11                 | modifier les données · modifier les données |
| Thoirette-Coisia                            | 39530      | CC Terre d'Émeraude Communauté | 15,50            | 816 (2022)                        | 53                 | modifier les données · modifier les données |
| La Tour-du-Meix                             | 39534      | CC Terre d'Émeraude Communauté | 13,42            | 262 (2022)                        | 20                 | modifier les données · modifier les données |
| Valzin en Petite Montagne                   | 39290      | CC Terre d'Émeraude Communauté | 26,38            | 454 (2022)                        | 17                 | modifier les données · modifier les données |
| Vescles                                     | 39557      | CC Terre d'Émeraude Communauté | 20,27            | 183 (2022)                        | 9,0                | modifier les données · modifier les données |
| Villards-d'Héria                            | 39561      | CC Terre d'Émeraude Communauté | 9,91             | 391 (2022)                        | 39                 | modifier les données · modifier les données |
| Vosbles-Valfin                              | 39583      | CC Terre d'Émeraude Communauté | 21,34            | 186 (2022)                        | 8,7                | modifier les données · modifier les données |
| Canton de Moirans-en-Montagne               | 3909       |                                | 553,78           | 14 177 (2022)                     | 26                 | modifier les données                        |

## Démographie

### Démographie avant 2015
| 1962  | 1968  | 1975  | 1982  | 1990  | 1999  | 2006  | 2011  | 2012  |
| ----- | ----- | ----- | ----- | ----- | ----- | ----- | ----- | ----- |
| 4 196 | 4 866 | 4 896 | 5 117 | 5 359 | 5 877 | 6 287 | 6 497 | 6 513 |

### Démographie depuis 2015
En 2022, le canton comptait 14 177 habitants, en évolution de −7,21 % par rapport à 2016 (Jura : −0,81 %, France hors Mayotte : +2,11 %).
| 2013   | 2018   | 2022   |
| ------ | ------ | ------ |
| 15 633 | 15 148 | 14 177 |